# Besozzo
Besozzo – miejscowość i gmina we Włoszech, w regionie Lombardia, w prowincji Varese.
Według danych na rok 2004 gminę zamieszkiwało 8240 osób, 633,8 os./km².